# Mehr von dir
Mehr von dir ist ein Lied des deutschen Popsängers Mike Singer aus dem Jahr 2022, in Zusammenarbeit mit der deutschen Singer-Songwriterin Madeline Juno.

## Entstehung und Artwork
Das Lied wurde von den beiden Interpreten Madeline Juno und Mike Singer selbst, zusammen mit dem Koautoren Ossama El Bourno (El B), geschrieben. Singer zeichnete zudem, zusammen mit Jules Kalmbacher und Jens Schneider, für die Produktion verantwortich. Kalmbacher und Schneider wiederum, waren auch für die Abmischung des Liedes zuständig. Das Mastering erfolgte unter der Leitung des aus Trier stammenden Musikproduzenten und Tontechnikers Volker Gebhardt.
Es handelt sich hierbei um die erste Zusammenarbeit zwischen den beiden Interpreten. Singer arbeitete ansonsten bereits mit allen an der Produktion beteiligten Personen, so ist Gebhardt regelmäßig seit Singers zweiten Studioalbum Karma (Februar 2017) für ihn im Einsatz. El B, Kalmbacher und Schneider starteten die Zusammenarbeit im Jahr 2021, mit der Produktion zu Singers sechsten Studioalbum Emotions. So war El B beim Schreibprozess der Single Bonjour ca va (Oktober 2021) und Kalmbacher sowie Schneider in verschiedenen Funktionen an der Singleproduktion zu Als ob du mich liebst (November 2021) beteiligt. Juno arbeitete zuvor nur schon mit den beiden Letzteren. So waren beide an der Produktion ihres Gastbeitrages Wie geht’s dir eigentlich (Dezember 2020) beteiligt, Schneider zudem an der Produktion des Gastbeitrages Hotel (November 2021).
Auf dem Frontcover der Single sind – neben Interpretenangabe und Liedtitel – Juno und Singer zu sehen. Es zeigt die beiden nebeneinander auf einer Art Sitzmöglichkeit sitzend, das wie eine Art umgedrehtes T aussieht, auf deren Rückenlehne eine Sanduhr steht, während beide Künstler den Blick zur Kamera gerichtet haben. Die Fotografie entstand bei den Dreharbeiten zum dazugehörigen Musikvideo.

## Veröffentlichung und Promotion
Die Erstveröffentlichung von Mehr von dir erfolgte als Single am 17. Juni 2022 bei Better Now Records. Diese erschien als digitaler Einzeltrack zum Download und Streaming. Der Vertrieb erfolgte durch die Universal Music Group, verlegt wurde das Lied durch Budde Music Publishing, Edition El Bourno sowie Universal Music Publishing. Obwohl nach dem dazugehörigen Musikvideo Singers kommendes Studioalbum Emotions beworben wurde, war das Lied letztendlich nicht Teil von diesem.

## Inhalt
| „Gib mir bisschen mehr von dir, gib mir mehr von deiner Zeit. Gib mir, gib mir mehr von dir, nur ‘ne Prise von Ehrlichkeit. Gib mir bisschen mehr von dir, weil es so einfach nicht reicht. Gib mir, gib mir mehr von dir, weil ich fühl‘ mich ohne dich allein.“ – Refrain, Originalauszug | Der Liedtext zu Mehr von dir ist in deutscher Sprache verfasst und stammt von den beiden Interpreten selbst sowie EL B. Alle Texter waren zugleich für die Komposition zuständig und komponierten die Musik in e-Moll mit 160 Schlägen pro Minute. Musikalisch bewegt sich das Lied im Bereich der Popmusik. Inhaltlich befasst sich die Ballade Mehr von dir mit der Situation, wenn in einer Liebesbeziehung nicht beide Seiten gleichermaßen viel Liebe, Aufmerksamkeit und Zeit investieren. Es geht darum, dass sich eine der beiden Personen nicht eindeutig zur festen Bindung bekennen will, während sich die andere nichts mehr wünscht als mehr Zeit miteinander verbringen zu können und in eine gemeinsame Zukunft blickt. |

Aufgebaut ist das Lied aus einem Intro, zwei Strophen und einem Refrain. Es beginnt mit dem Intro, dass lediglich aus der letzten Refrainzeile besteht. An dieses schließt sich zunächst der Refrain an, der jedoch in einer verkürzten Form, der ersten Hälfte mit seinen zwei Zeilen, dargeboten wird. Danach setzt die erste Strophe ein, die als Siebenzeiler geschrieben wurde. Bis zum Ende der ersten Strope ist nur Singer zu hören. Ab dem folgenden Refrain, der diesmal in seiner vollen Ausführung als Vierzeiler interpretiert wird, sind erstmals beide Interpreten im Duett zu hören. Die darauf folgende zweite Strope wird hauptsächlich von Juno gesungen, mit dem Begleitgesang von beiden Musikern. Nach der zweiten Strophe endet das Lied mit dem dritten Refrain, der diesemal in einer erweiterten Fassung mit sieben Zeilen gesungen wird.

## Musikvideo
Das Musikvideo zu Mehr von dir feierte seine Premiere am Tag der Singleveröffentlichung auf der Videoplattform YouTube. Dieses lässt sich in mehrere Abschnitt unterteilen, die immer wieder im Wechsel zu sehen sind. Zum einen zeigt es die beiden Interpreten in Einzelszenen, die an der Sitzmöglichkeit, die auch auf dem Froncover zu sehen ist, das Lied singen, während die darauf platzierte Sanduhr abläuft. Zum anderen sieht man jeden der beiden einzeln, die während des Tagesverlaufs immer wieder an den anderen denken oder erinnert werden. Das Video endet damit, wie sich beide in einer kleinen Gasse in der Stadt treffen. Die Gesamtlänge des Videos beträgt 2:12 Minuten. Bis Juni 2025 zählte das Video knapp eine Million Aufrufe auf YouTube.

## Mitwirkende
| Liedproduktion - Ossama El Bourno (El B): Komposition, Liedtext - Volker Gebhardt: Mastering - Madeline Juno: Gesang, Komposition, Liedtext - Jules Kalmbacher: Abmischung, Musikproduktion - Jens Schneider: Abmischung, Musikproduktion - Mike Singer: Gesang, Komposition, Liedtext, Musikproduktion | Unternehmen - Better Now Records: Musiklabel - Budde Music Publishing: Verlag - Edition El Bourno: Verlag - Universal Music Group: Vertrieb - Universal Music Publishing: Verlag |